# Seznam dílů seriálu Mr. Robot
Toto je seznam dílů seriálu Mr. Robot. Americký dramatický televizní seriál Mr. Robot měl premiéru dne 24. června 2015 na stanici USA Network.
Český dabing vznikal v letech 2016–2019 pro HBO. České názvy dílů pocházejí z uveřejnění na Netflixu.

## Přehled řad
| Řada | Díly | Premiéra v USA    | Premiéra v USA    |
| Řada | Díly | První díl         | Poslední díl      |
| ---- | ---- | ----------------- | ----------------- |
| 1    | 10   | 24. června 2015   | 2. září 2015      |
| 2    | 12   | 13. července 2016 | 21. září 2016     |
| 3    | 10   | 11. října 2017    | 13. prosince 2017 |
| 4    | 13   | 6. října 2019     | 22. prosince 2019 |

## Seznam dílů

### První řada (2015)
| Č. v seriálu | Č. v řadě | Původní název               | Český název                  | Režie             | Scénář          | Premiéra v USA    |
| --- | --------- | --------------------------- | ---------------------------- | ----------------- | --------------- | ----------------- |
| 1 | 1         | eps1.0_hellofriend.mov      | d1.0_ahojkamarade.mov        | Niels Arden Oplev | Sam Esmail      | 24. června 2015   |
| Elliot Alderson, bezpečnostní inženýr, co trpí úzkostmi a depresí, pracuje u bezpečnostní společnosti AllSafe. V noci však hackuje osobní informace svých blízkých. Aby se vyrovnal se svým psychickým stavem, často užívá morfin a další drogy. V práci Elliot zastaví DDos útok na největšího klienta AllSafe, korporaci E Corp. Nalezne složku pojmenovanou fsociety00.dat a vzkaz, co ho žádá, aby škodlivý malware uvnitř sítě E Corp zanechal. Elliot ho nesmaže. Cestou domů ho osloví tajemný pan Robot, vůdce hnutí fsociety, a vyzve Elliota k připojení se ke skupině. Fsociety chce vymazat všechna data o dluzích, které jsou E Corp lidé dlužni. Tím by si byli na světě zase všichni rovni. Elliot váhá, ale když vidí, jak se zaměstnanci E Corp chovají k jeho kamarádce Angele, která u AllSafe také pracuje, souhlasí. Při vyšetřování DDos útoku pak dá FBI zfalšovanou složku se zakódovanou IP adresou technického ředitele E Corp, Terry Colbyho. Ten je z útoku obviněn a zatčen. Elliot se raduje, cestou domů ho ale zastaví lidé v černých autech a převezou ho do sídla E Corp, kde na něj čeká zástupce technického ředitele Tyrell Wellick. |           |                             |                              |                   |                 |                   |
| 2 | 2         | eps1.1_ones-and-zer0es.mpeg | d1.1_j3dn1cky-a-nuly.mpeg    | Sam Esmail        | Sam Esmail      | 1. července 2015  |
| Tyrell Wellick coby prozatímní technický ředitel nabízí Elliotovi práci v E Corp. Ten ji odmítne. Elliot se bojí, že FBI a E Corp na jeho podvrh přijdou, a bere zvýšené dávky morfinu. Darlene, jedna z členek fsociety, vpadne do Elliotova bytu a dovede ho zpátky do arkády fsociety. Pan Robot chce, aby Elliot zničil i offline zálohy E Corpu v datovém centru Steel Mountain. To má zařídit díky hacknutí přilehlého plynovodu, který by explodoval. Elliot vycouvá, protože nechce nikoho zabít. Poté žádá svou dealerku a kamarádku Shaylu o víc morfinu. Ta ho shání u nebezpečného Fernanda Very, který Shaylu zmlátí a znásilní. Elliot o něm shromáždí veškeré informace a přes zákaz Shayly ho udá policii. Cisco, neznámý hacker spolupracující s čínskou skupinou Dark Army, hackne počítač Ollieho, přítele Angely. Elliot dostane nápad jak zničit zálohy bez výbuchu. Jde to říct panu Robotovi, ten chce ale nejdřív slyšet o Elliotově otci. Elliot mu vypráví o svém otci, který pracoval u E Corp a zemřel na leukémii. Před svou smrtí se Elliotovi se svou nemocí svěřil a zakázal mu o tom s kýmkoli mluvit, což ale Elliot porušil, když tajemství pověděl své matce. Elliotův otec zemřel a svému synovi nikdy neodpustil. Pan Robot shodí Elliota na kamennou pláž jako trest za vyzrazení tajemství svého otce. |           |                             |                              |                   |                 |                   |
| 3 | 3         | eps1.2_d3bug.mkv            | d1.2_d3bug.mkv               | Jim McKay         | Sam Esmail      | 8. července 2015  |
| Na místo technického ředitele E Corp je překvapivě jmenován Scott Knowles a ne Tyrell Wellick. Ten je rozhořčen a zaplatí bezdomovci, aby ho mohl zbít. Cisco vydírá Ollieho a chce, aby počítače v AllSafe nakazil pomocí jeho CD. Elliot se probouzí v nemocnici a po vyšetření musí své psycholožce Kristě slíbit, že přestane brát morfin, i když to ve skutečnosti neplánuje. Tyrell svede asistenta generálního ředitele E Corpu a do mobilu mu nainstaluje software. Elliot věří, že s fsociety skončil a snaží se být normálnější. Políbí a pozve Shaylu na party, co pořádá jeho šéf Gideon z AllSafe. Během party se objeví zprávy, že fsociety vypustila na internet maily Colbyho, ve kterých měl krýt starý toxický skandál ve Washington Township, na jehož následky zemřel jak Elliotův otec, tak i Angelina matka. Ollie se přizná Angele ke svým nevěrám a vyloží jí Ciscovy požadavky. Angela se bojí krádeže identity a nabádá Ollieho, aby CD do AllSafe nainstaloval. Elliot se po zprávách vrací k fsociety. Gideon vůči němu začíná pojímat podezření. |           |                             |                              |                   |                 |                   |
| 4 | 4         | eps1.3_da3m0ns.mp4          | d1.3_d3m0ni.mp4              | Nisha Ganatra     | Adam Penn       | 15. července 2015 |
| Elliotův plán jak zničit offline zálohy spočívá v zasazení Raspberry Pi do Steel Mountain a v manipulaci s tamním kontrolním systémem teploty, jejím zvýšení a uškvařením datových pásek. Tím by se vyhnul nutnosti někoho zabít. Do Steel Mountain se ale musí dostat fyzicky. Elliot, pan Robot a další členové fsociety Romero a Mobley se tam vydají, ale Elliot, který se zatčením Very přišel o své drogy, prochází abstinenčními příznaky, včetně bizarních halucinací. Pan Robot ho uklidní, že od něj neodejde a že není sám. Darlene a Trenton (další členka fsociety) se snaží kontaktovat Cisca, který je zároveň i ex-přítelem Darlene. Cisco měl zařídit, aby Dark Army zničila offline zálohy simultánně v Číně a vyřídila tak E Corp mezinárodně. Mezitím se Angela potká se Shaylou, která jí dá extázi. Na party se potom políbí a Angela druhý den nakazí AllSafe CDéčkem od Cisca. |           |                             |                              |                   |                 |                   |
| 5 | 5         | eps1.4_3xpl0its.wmv         | d1.4_vyuz1van1.wmv           | Jim McKay         | David Iserson   | 22. července 2015 |
| S pomocí fsociety se Elliot dostane do Steel Mountain. Tam potká Tyrella a poškádlí jeho ego natolik, že ho vezme do patra s omezeným přístupem, kam Elliot potřebuje zasadit Raspberry Pi. Tyrell mu řekne, že ví, že za zatčením Colbyho stojí právě on, nicméně ho neplánuje udat. Elliot Raspebrry Pi úspěšně nainstaluje, Dark Army však odmítne zničit zálohy v Číně, a proto celá operace padá. Tyrell společně se svou ženou Joannou povečeří s nově jmenovaným technickým ředitelem Scottem Knowlesem a jeho manželkou Sharon. Tyrell udělá na záchodě Sharon sexuální návrh. Angela sdělí Olliemu, že infikovala AllSafe CDéčkem od Cisca, opustí ho a přestěhuje se ke svému otci. Ten je až po uši v dluzích za léčbu své zesnulé ženy, matky Angely. Elliot plánuje jít na rande se Shaylou, když ale dorazí domů, najde její mobil na zemi. Zvedne ho a na druhém konci se ozve Vera z vězení. Jeho kumpáni Shaylu unesli jako pomstu za to, že Elliot dostal Veru do vězení. |           |                             |                              |                   |                 |                   |
| 6 | 6         | eps1.5_br4ve-trave1er.asf   | d1.5_stat3cny-c3st0vat3l.asf | Deborah Chow      | Kyle Bradstreet | 29. července 2015 |
| Verův bratr unesl Shaylu, aby donutil Elliota dostat díky svým schopnostem Veru ven z vězení dřív, než ho někdo zabije tam. Elliot navštíví Veru, aby se seznámil se kybernetickým zabezpečením vězení, a později si uvědomí, že to sám Verův bratr plánuje Verovu vraždu uvnitř. Scott Knowles řekne Tyrellovi, že se mu jeho žena svěřila, a poníží ho. Tyrell zuří, jeho žena Joanna ho ale ujistí, že Sharonina touha po tom být chtěná je její slabina, a podporuje ho v dalším jejím svádění. Angela kontaktuje právničku, která řešila případ smrti její matky s tím, že nové důkazy plynoucí z uniklých mailů Colbyho by mohly vše změnit. Advokátka namítne, že nemá šanci bez přímého svědka zevnitř. S pomocí Darlene dokáže Elliot dostat Veru z vězení, ten ihned zastřelí svého bratra. Elliot se domáhá vidět Shaylu, Vera mu odpoví, že celou tu dobu byla s ním. Hodí Elliotovi klíče od auta a zmizí. Elliot otevře kufr a nalezne Shaylu s podřezaným hrdlem. |           |                             |                              |                   |                 |                   |
| 7 | 7         | eps1.6_v1ew-s0urce.flv      | d1.6_z0braz1t-zdr0j.flv      | Sam Esmail        | Kate Erickson   | 5. srpna 2015     |
| Ve vzpomínce se Elliot poprvé setkává s Shaylou. Dá mu akvarijní rybičku a Elliot jí pomůže se stěhováním do vedlejšího bytu. Shayla se chce s Elliotem spřátelit, i když jemu to s lidmi moc nejde. Nakonec se stane jeho dealerkou, což jí přivede k Verovi jako dodavateli. V přítomnosti uplynul od Shayliny smrti měsíc. Elliotova psycholožka Crista ho propouští. Angela přichází s novým plánem. Zalže o tom, že Colbyho křivě obvinila ona výměnou za jeho svědectví o toxickém skandálu ve Washington Township roku 1993. Gideon prosí, ať to nedělá, protože takové pochybení zaměstnance by AllSafe potopilo. Mezitím se Elliot a Darlene snaží dát fsociety zase dohromady. Darlene chce zařídit schůzku se samotnou vůdkyní Dark Army, tajemnou Whiterose. Na firemní party Tyrell opětovně flirtuje s Sharon. Vyláká ji na střechu, a potom, co se mu ji nepovede svést, uškrtí ji. Elliot se překvapivě vrátí ke své psycholožce. Svěří se jí, že nebere své léky, hackuje všechny okolo a zoufale se snaží najít cestu ven ze samoty. |           |                             |                              |                   |                 |                   |
| 8 | 8         | eps1.7_wh1ter0se.m4v        | d1.7_b1laruz3.m4v            | Christoph Schrewe | Randolph Leon   | 12. srpna 2015    |
| Darlene ukradne zbraň a jede na hodinu baletu, kde na ni čeká Angela. Baví se spolu o Elliotovi, z čehož vyplývá, že se již dávno znají. Elliot a fsociety plánují novou operaci, stále ale potřebují Dark Army. Elliot se setká s Whiterose, transgender ženou posedlou časem. Ta mu sdělí, že Dark Army prvně vycouvala kvůli Gideonovi, který Elliota podezřívá a který nastražil na server E Corpu, jenž fsociety dříve hacknula, obranný honeypot. S pomocí Darlene ho dokáže Elliot odstranit. Gideon navštíví Tyrella, aby ho o honeypotu informoval v domnění, že je stále funkční. Tyrell se setkává s panem Robotem a z jejich konverzace je jasné, že spolu spolupracují. Tyrell varuje Robota, aby si dával pozor, protože zná jeho tajemství, což Robot nezaujatě odbyde. Policie chce vyslechnout manžele Wellickovy ohledně vraždy Sharon, těhotná Joanna si ale úmyslně přivodí porod, aby odvedla pozornost. Elliot poví Darlene o úspěchu jejich plánu a Darlane mu řekne, že ho má ráda. Elliot ji políbí, Darlene je znechucená. Ptá se Elliota, jestli zase zapomněl. Elliot si uvědomí, že Darlene je jeho sestra. Doma Elliot projde CD se starými rodinnými fotkami. Zjistí, že pan Robot je jeho otec. |           |                             |                              |                   |                 |                   |
| 9 | 9         | eps1.8_m1rr0r1ng.qt         | d1.8_zrc4dlen1.qt            | Tricia Brock      | Sam Esmail      | 19. srpna 2015    |
| Ve vzpomínce vidíme malého Elliota a jeho otce v opravně počítačů nesoucí jméno „Pan Robot“. Joanna porodí a řekne Tyrellovi, že musí dát věci do pořádku, pokud chce zůstat součástí rodiny. Tyrell vyhoví žádosti zrušit honeypot, čímž umožní plán fsociety a Dark Army. Poté je z E Corpu kvůli obvinění Scotta Knowlese propuštěn. Pan Robot přichází k Elliotovi domů, ten nevěří, že jeho otec nyní žije. Pan Robot slíbí, že vše vysvětlí, pokud s ním Elliot pojede do domu, kde vyrostl. Když tam dorazí, rozrušený Elliot vyhodí Robota z okna, protože to mu jeho otec udělal, když pověděl matce o jeho nemoci. Zraněný Robot potom vezme Elliota – svého syna – na hřbitov. Mezitím spolu Elliota hledají Darlene i Angela. Na hřbitov dorazí ve chvíli, kdy pan Robot naléhá na Elliota, aby mu ho už nikdy nikdo nenechal vzít. Darlene volá na Elliota a ten chce Darlene představit jejich nově nalezeného otce. Když se ale otočí, pan Robot zmizí a Elliot stojí jen nad náhrobním kamenem svého otce. Elliot si uvědomí, že to on sám na sebe ve svých představách bral podobu pana Robota, který neexistuje, a jeho otec je skutečně mrtvý. Propuštěný Colby nabízí Angele práci u E Corp. Darlene vezme Elliota domů, kde ho navštíví Tyrell a domáhá se znát celý Elliotův plán. Ten ho vezme do arkády – sídla fsociety - a shodnou se na spolupráci. Pak se ale zadívá na zbraň, kterou Darlene dřív ukryla ve stroji na popcorn. |           |                             |                              |                   |                 |                   |
| 10 | 10        | eps1.9_zer0-day.avi         | d1.9_d3n-nula.avi            | Sam Esmail        | Sam Esmail      | 2. září 2015      |
| Po třech dnech se Elliot sám probouzí v Tyrellově SUV a na nic si nevzpomíná. Plán fsociety vyšel a k potěšení společnosti je celý svět uvržen do ekonomického chaosu. Dluhy neexistují. Angela přijala Colbyho nabídku a začíná pracovat u E Corp. Doufá, že dokáže věci změnit zevnitř. Během živého televizního interview se zastřelí jeden z šéfů E Corp poté, co konstatuje, že situace je neřešitelná. Elliot hledá Tyrella, ale nemůže ho najít ani poté, co se setká s Joannou a představí se jako „Ollie“. Zoufalý se v sobě snaží najít pana Robota. Ten ho utvrdí v tom, že co dělají, je správné, protože celý svět je jen umělost a jejich revoluce je opodstatněná. Městem otřásají oslavy. Elliot se vrací domů, kde ho navštíví neznámý host. Po titulcích epizody se v bonusové scéně objeví Whiterose a Philip Price, generální ředitel E Corpu. Oba se očividně důvěrně znají a Price naznačí, že ví, kdo za vším stojí. |           |                             |                              |                   |                 |                   |

### Druhá řada (2016)
| Č. v seriálu | Č. v řadě | Původní název             | Český název               | Režie      | Scénář                         | Premiéra v USA    |
| --- | --------- | ------------------------- | ------------------------- | ---------- | ------------------------------ | ----------------- |
| 11 | 1         | eps2.0_unm4sk-pt1.tc      | d2.0_odkr7ti1.tc          | Sam Esmail | Sam Esmail                     | 13. července 2016 |
| Flashback z minulosti naznačí, že v den útoku nahrál maskovaný Tyrell Wellick video za fsociety. Měsíc po útoku žije Elliot se svou matkou odtržený od světa. Díky opakování stejné rutiny se snaží z hlavy vyhnat pana Robota, který ho mučí svou přítomností. Zároveň mu ale odmítá prozradit, kde je Tyrell. Darlene se chopila vedení fsociety a vloupe se do domu hlavní právní zástupkyně E Corpu Susan Jacobsové. Tu poté pomocí hackování z domu vystrnadí. Její vila nyní slouží jako nová základna fsociety. S pomocí Mobleyho pak hackne Banku E Corp a drží její data jako rukojmí. |           |                           |                           |            |                                |                   |
| 12 | 2         | eps2.0_unm4sk-pt2.tc      | d2.0_odkr7ti2.tc          | Sam Esmail | Sam Esmail                     | 13. července 2016 |
| Aby Banka E Corpu dostala svá data zpátky, požaduje fsociety téměř 6 milionů dolarů. Scott Knowles je podle pokynů nese do parku, kde ho ale vzkaz donutí přede všemi peníze spálit. Tím fsociety vyjádří, že jim o peníze nejde. Angela mezitím spokojeně stoupá po karierním žebříčku v E Corp a zdánlivě přestává řešit svou žalobu. Joanna dostane nepodepsaný box, ve kterém je mobil, zmešká ale příchozí hovor. Elliot se dozvídá, že se stává panem Robotem, zatímco spí. Gideon navštíví Elliota a hrozí mu, že svá podezření sdělí FBI. Elliot ho odbyde s tím, že mu nemůže pomoci. Gideon je potom zastřelen neznámým mužem v baru. Elliot je zdrcen. Probouzí se z jednoho ze svých bludů, když zrovna telefonuje a zjišťuje, že na druhém konci je Tyrell. |           |                           |                           |            |                                |                   |
| 13 | 3         | eps2.1_k3rnel-pan1c.ksd   | d2.1_syst3mova_pan1ka.ksd | Sam Esmail | Sam Esmail                     | 20. července 2016 |
| Ze scény z minulosti se dozvídáme, že Romero chtěl arkádu pronajmout Mobleymu, ten ho ale přesvědčil, ať se přidá k fsociety a arkádu jí nechá jako základnu. Po matoucím hovoru s Tyrellem a zprávě o Gideonově smrti se Elliot rozhodne zbavit pana Robota navždy. Mobley hledá Romera a najde ho zastřeleného u jeho matky doma. To ho vyděsí a kontaktuje Trenton, se kterou se obávají, že po fsociety jde Dark Army, a přestávají věřit Darlene a Elliotovi. Dominique DiPierrová, agentka FBI, vyšetřuje Romerovu vraždu. Elliotův kamarád Leon mu sežene Adderall, silnou povzbuzující drogu, jíž se Elliot málem předávkuje. Na náboženské skupině, kam Elliot chodí v rámci svojí rutiny, má protináboženský výlev a vyhodí svůj deník. Najde ho Ray, jeden z místních, který shání inženýra, co by mu pomohl s jeho nekalými úmysly. Přesvědčí Elliota, aby se mu o panu Robotovi svěřil. Philip Price pozve Angelu na firemní večeři a poradí ji, „ať si věci nebere tak osobně“. DiPierrová najde u Romerovy matky plakát zvoucí na „Párty konce světa“, kterou fsociety pořádala v arkádě, aby po útoku zametla stopy. Dom arkádu najde. |           |                           |                           |            |                                |                   |
| 14 | 4         | eps2.2_init1.asec         | d2.2_init_1.asec          | Sam Esmail | Sam Esmail                     | 27. července 2016 |
| Ve scéně z minulosti navštíví Darlene Elliota na Halloween. Elliot se zmíní, že se chystá nastoupit k AllSafe a s Darlene vzpomíná na otce. V tu chvíli se pan Robot poprvé objeví. V přítomnosti pan Robot Elliotovi nabídne, že pokud ho porazí v šachu, zmizí navždy. Všechny hry ale skončí patem. FBI prohledává arkádu a nalezne kulku. Whiterose připomíná Priceovi, aby se držel plánu, a sám sleduje vyšetřování FBI. Angela předpokládá, že si Price přeje, aby přesvědčila ostatní žalobce k upuštění od podmínky nezávislých kontrol továrny ve Washington Township za dostatečně tučné odškodné. On to ale odmítá. Angela se postará o zatčení dalších vedoucích, co zavinili onen toxický skandál. Joanně dochází finance, protože platí muži, co našel Tyrellovo auto, za mlčení, neboť policie hledá Tyrella jako viníka útoku. Potřebuje odstupné svého muže, Scott jí ho odmítá vyplatit, i když by dosvědčila, že v noc vraždy Sharon Tyrell nedorazil domů. Cisco ujistí Darlene, že Dark Army Romera nezabila, ale že se pravděpodobně zapletl do nelegálního sledovacího programu Berenstain, který tajně vede FBI. Elliot ví, že se Darlene dostává do úzkých a musí zjistit, co všechno FBI o fsociety ví. Souhlasí tedy s tím, že pomůže Rayovi, aby se dostal k počítači a mohl hacknout FBI. |           |                           |                           |            |                                |                   |
| 15 | 5         | eps2.3_logic-b0mb.hc      | d2.3_logicka_b0mba.hc     | Sam Esmail | Kyle Bradstreet                | 3. srpna 2016     |
| Elliot na Rayově počítači napíše malware, co má hacknout mobily federálů, k tomu je ale potřeba fyzicky nainstalovat femtobuňku v jejich kancelářích. Ty jsou kvůli vyšetřování v budově E Corpu. Darlene o to žádá Angelu s tím, že by mohli zamést stopy po Angelině nainstalování nakaženého CD v AllSafe. Angela odmítne. Joanna nechá zabít muže, kterému platí za mlčení. Elliot žádá, aby mu Ray přivedl jeho minulého ajťáka – RTho, protože nedokáže Rayův problém vyřešit bez něj. Dom a její tým odjíždí do Číny, aby tam vyšetřovali zapojení Dark Army do útoků z devátého května. Setkají se s ministrem státní bezpečnosti Zhangem, který je ve skutečnosti Whiterose. Dom zapřede na večírku hovor se Zhangem a druhý den se ona i zbytek FBI ocitne pod palbou. Joanna dostane hovor, na jehož druhém konci jen někdo ztěžka dýchá, možná Tyrell. Ollie se sejde s Angelou, ta zjistí, že Ollie spolupracuje s FBI. Angela potom souhlasí s Darliiným plánem. RT prozradí Elliotovi, že Ray vede webovou stránku s nelegálním obchodem drog, zbraní i bílého masa. Elliot přemýšlí, jak situaci vyřešit. V noci ho ale z domu vyvlečou Rayovi kumpáni a brutálně ho zbijí do bezvědomí, zatímco mu Ray připomíná, že se neměl koukat, kam nemá. |           |                           |                           |            |                                |                   |
| 16 | 6         | eps2.4_m4ster-s1ave.aes   | d2.4_otr0k/p4n.aes        | Sam Esmail | Adam Penn                      | 10. srpna 2016    |
| Elliot se ocitne ve zvrácené seriálové verzi rodinného výletu, s Tyrellem zavřeným v kufru auta. Bojí se, že pan Robot převzal úplnou kontrolu, ten ho ale ujistí, že ho má jeho bláznivá představa jen dostat skrz bolest, kterou si Elliot prochází v nemocnici potom, co ho Rayovi muži zbili. Když se Elliot probudí, Ray ho unese z nemocnici a zavře ve sklepě. Tam plačící Elliot poděkuje panu Robotovi za jeho ochranu a obejme ho. Cisco vyzvedá femtobuňku u Dark Army. Dom přežije střelbu, oba střelci spáchali sebevraždu. Oficiálně jsou za masakr viněni čínští separatisté, Dom ale věří, že za ním stojí Dark Army. Kongres zamítne státně financovat topící se E Corp. S pomocí Darlene a Mobleyho Angela instaluje femtobuňku v kanceláři federálů. Než akci stihne dokončit, vyruší ji Dom. |           |                           |                           |            |                                |                   |
| 17 | 7         | eps2.5_h4ndshake.sme      | d2.5_pod4ni_ruky.sme      | Sam Esmail | Sam Esmail                     | 17. srpna 2016    |
| Dom podezřívá Angelu, protože ji viděla na patře federálů a také zná její minulost. Nakonec je ale Angela schopna instalaci femtobuňky dokončit. Poté jede za Darlene a oznámí jí, že ví, že spolu s Elliotem založila fsociety, protože si pamatuje filmové masky, které používají. Angela přijme odškodné a přiměje ostatní žalobce k upuštění od podmínky o nezávislých kontrolách. Poté donutí Price, aby ji přeložil do oddělení risk managementu. Zatímco je Elliot stále uvězněn ve sklepě, pan Robot se přizná, že střelil Tyrella. Ray nutí Elliota spravit jeho sítě, což Elliot udělá, přitom ale také udá Raye FBI. Ray ví, co Elliot udělal, ale nechá ho odejít, než FBI dorazí, protože cítí vinu. Pan Robot se konečně usmíří s Elliotem a chce spolupracovat. Gang, který spolupracoval s Rayem, napadne Elliota, Leon ale útočníky ubodá. Poté Elliotovi řekne, že zítra dostane dopis a ať dělá, co je v něm napsané. Také chce, aby pozdravoval Whiterose – očividně s ní spolupracuje. V pohovoru s Kristou Elliot přizná, že celou tu dobu nebyl u své matky. Divák se konečně dozvídá, že Elliot je ve vězení. |           |                           |                           |            |                                |                   |
| 18 | 8         | eps2.6_succ3ss0r.p12      | d2.6_d4rlene.p12          | Sam Esmail | Courtney Looney                | 24. srpna 2016    |
| Díky femtobuňce se fsociety dozví o nelegálním sledovacím programu Berenstain, kterým FBI monitoruje tři miliony lidí a díky kterému se dobrala 16 hlavních podezřelých z útoku z devátého května. Mobley se obává, že se FBI brzo dopátrá fsociety. Ta vydá video, kde o nepovolených sledovacích praktikách informuje veřejnost. Susan Jacobsová se vrací do svého domu, kde však sídlí fsociety. Společně Jacobsovou svážou a snaží se ji donutit k mlčenlivosti. Darlene si vzpomene, že se Jacobsová smála při vynesení rozsudku o očištění E Corpu v případu smrti jejího otce a pomocí paralyzéru Jacobsovou zabije. Ostatním tvrdí, že šlo o sebeobranu. Mobley a Trenton zpanikaří a zmizí, Darlene a Cisco se společně zbaví těla. Dom se díky plakátu dostane k Mobleymu, kterého si předvolá. Ten jí odmítá cokoliv sdělit a Dom ho musí propustit. Mobley se potom snaží kontaktovat Trenton, aby spolu utekli. Na Angelu nasadí FBI tajného agenta, ta se ale nepodřekne. Darlene přespí u Cisca v bytě a všimne si, že o ní informuje Dark Army. Praští ho baseballovou pálkou. |           |                           |                           |            |                                |                   |
| 19 | 9         | eps2.7_init5.fve          | d2.7_init_5.fve           | Sam Esmail | Kyle Bradstreet a Lucy Teitler | 31. srpna 2016    |
| Neznámá návštěva u Elliotových dveří na konci první série byla policie, která ho přišla zatknou za hacknutí Lennyho, Kristina ex-přítele, kterému navíc ukradl psa Flipper. Elliot se dozná a je odsouzen k 18 měsícům. Divák se dozvídá, že lidé z okolí domnělého domu jeho matky byli ve skutečnosti buď vězni, či dozorci. Po 86 dnech je ale Elliot propuštěn kvůli státnímu nedostatku financí. Darlene vyzvedne Elliota z vězení a informuje ho, že Trenton i Mobley jsou pohřešovaní. Elliot poděkuje své skutečné matce, která jen mlčí. Elliot a Darlene se dozvědí, že Dark Army plánuje Fázi 2 a skrze hacknutí mobilu jednoho z jejich stoupenců se snaží zjistit, o co jde. Angela se dostane k materiálům, které odhalí, že továrna ve Washington Township nebyla opravena a nebezpečné látky stále unikají. Dom Angelu varuje před jistým zatčením. Darlene nechala u Jacobsové v domě pásku z videa fsociety, kde je i její tvář, Cisco ji jede vyzvednout. Z rozhovoru mezi Whiterose a Priceem se dozvídáme, že Whiterose nechal předchozícho generální ředitele E Corp zabít a Pricea za něj dosadil. Price navrhuje, že zabrání kontrolám ve Washington Township, což po něm Whiterose požaduje, výměnou za půjčku od čínské vlády, která by zachránila E Corp. Elliot začíná mít problémy s ovládáním pana Robota. Darlene z napíchnutého mobilu odposlechne, že Fáze 2 je Elliotovým plánem. Na Elliota čeká před jeho bytem Joanna. |           |                           |                           |            |                                |                   |
| 20 | 10        | eps2.8_h1dden-pr0cess.axx | d2.8_skr7ty_pr0ces.axx    | Sam Esmail | Kor Adana a Randolph Leon      | 7. září 2016      |
| Price donutí Colbyho ovlivnit politiky, aby nechali Čínu anektovat Kongo výměnou za čínskou půjčku pro Státy (a pro E Corp). V Jacobsově domě najde Cisco těžce zraněného člena fsociety a donutí Darlene dovést ho do nemocnice. Cisco je ale viděn svědky a policie začíná vyšetřovat zmizení Jacobsové. I když Dom namítá, že ho Dark Army zabije, její šéf Santiago rozhodne, že FBI vypustí portrét Cisca do novin jako podezřelého z útoku z devátého května. V nemocnici si portrétu všimne jedna ze sester. Joanna nutí Elliota vystopovat lokaci volajícího na její darovaný mobil. Doufá, že je to Tyrell. Elliot se v metru sejde s Angelou a to ho varuje, že nemá panu Robotovi věřit. Je zoufalá a hodlá se přiznat k hacknutí FBI s tím, že vše vezme na sebe. Elliot ji políbí a odejde, k Angele potom přistoupí dvě neznámé osoby. Dom vystopuje Darlene a Cisca do restaurace, v tu chvíli před ní ale přijedou agenti Dark Army a začnou střílet. Dom vyběhne před restauraci celá od krve. |           |                           |                           |            |                                |                   |
| 21 | 11        | eps2.9_pyth0n-pt1.p7z     | d2.9_h4di_strat3gie1.p7z  | Sam Esmail | Sam Esmail                     | 14. září 2016     |
| Cisco ve střelbě zemře, Darlene přežije. Čína poskytne Státům obrovskou půjčku a ty proto nevyšetřují střelbu jako terorismus. Price nutí vládu, aby přijala novou měnu – ecoin – díky které budou USA opět konkurenceschopné. Angela je unesena do neznámého domu, kde je podrobena podivnému výslechu od malé holčičky, kterou poté vystřídá Whiterose. Whiterose Angele sdělí, že měla již před měsíci zemřít a že smrt její matky a Elliotova otce znamenala oběť pro vyšší dobro. Angela je propuštěna a řekne své právničce, ať už jí nevolá. Elliot si navodí lucidní sny a sleduje pana Robota při dekódování vzkazu, co našel v poště. Ten ho zavede až k taxíku, do kterého Elliot nastoupí. Poté k němu překvapivě přisedne Tyrell. Elliot panikaří, protože se domnívá, že Tyrell je jen z další z jeho představ. Řidič taxíku mu to nevyvrátí, ale za jeho křičení ho vyhodí z vozu ven. Tyrell Elliotovi oznámí, že Fáze 2 je připravená. |           |                           |                           |            |                                |                   |
| 22 | 12        | eps2.9_pyth0n-pt2.p7z     | d2.9_h4di_strat3gie2.p7z  | Sam Esmail | Sam Esmail                     | 21. září 2016     |
| Ve scéně z minulosti Tyrell prosí Elliota, aby mu prozradil celý jeho plán, což Elliot záhadně odmítne. V přítomnosti vezme Tyrell Elliota do opuštěného skladu naproti zotavovací budově E Corp, kam se sváží veškeré papírové a bankovní výpisy. Tyrell svěří Elliotovi plán Fáze 2, ve které má právě ona budova vybuchnout. S tím Elliot nesouhlasí. Ukáže se, že Joannin tajemný volající byl ve skutečnosti Scott Knowles, který ji tak mučil jako pomstu za smrt své ženy. Joanna se naváží do jeho manželky a Scott ji brutálně zbije. Joanna poté poprosí Dereka, svou současnou známost, aby Scotta obvinil z vraždy své ženy. Darlene je vyslýchaná FBI a Dom jí ukáže, kolik toho o fsociety vědí. Elliot se snaží zastavit firmware, který by ohrozil zotavovací budovu, a Tyrella považuje jen za přelud. Ten ho střelí s Darleninou ukradenou zbraní. Poté zavolá Angele, čímž naznačí, že ta teď také spolupracuje s Dark Army. Ve scéně po titulcích vidíme Trenton a Mobleyho žijící pod novými identitami někde na západním pobřeží. Trenton řekne Mobleymu, že ví, jak celý útok zvrátit. Poté k nim přijede Leon a osloví je. |           |                           |                           |            |                                |                   |

### Třetí řada (2017)
| Č. v seriálu | Č. v řadě | Původní název             | Český název             | Režie      | Scénář                            | Premiéra v USA     |
| --- | --------- | ------------------------- | ----------------------- | ---------- | --------------------------------- | ------------------ |
| 23 | 1         | eps3.0_power-saver-mode.h | d3.0_usporny_rezim.h    | Sam Esmail | Sam Esmail                        | 11. října 2017     |
| Zděšený Tyrell volá Irvinga, neznámého prodejce aut a agenta Dark Army. Ten slíbí, že se o Elliota postará. Elliot se po týdnu v bezvědomí probouzí u Angely v bytě. Chce překazit Fázi 2, Angela ale namítá, že Dark Army ji potom zabije. Darlene na něj čeká v jeho bytě, řekne mu o smrti Cisca a o svém výslechu u FBI. Elektřina v celém městě nefunguje a Darlene ho proto vezme na nelegální hackerský turnaj, kde mají přístup k internetu. Elliot turnaj vyhraje a přitom zavře zadní vrátka, která by výbuch zotavovací budovy umožnila. Přeruší je ale členové Dark Army, Darlene má panický záchvat a volá neznámé osobě s prosbou o pomoc. Agenti Dark Army vyvedou Elliot a Darlene ven, kde je vyzvedne Irving, který setřese agenty FBI, co Elliota sledují. Elliot Irvingovi řekne, že Fáze 2 se ruší a ať nechají jeho i Darlene na pokoji. Irving překvapivě souhlasí. Darlene se Elliota nenápadně ptá, zdali v jeho plánu figuruje i Tyrell. Elliot přemýšlí nad „svojí revolucí“ a nad tím, kolik životů už si vyžádala. Angela řekne Elliotovi, že jejich polibek byla chyba. Elliot chce vše napravit a požádá Angelu, aby mu sehnala práci u E Corp. V noci se objeví pan Robot a Angela s ním manipuluje tak, aby plnil příkazy Whiterose. Věří, že Dark Army dokáže napravit zlo, co E Corp napáchal.                                                 |           |                           |                         |            |                                   |                    |
| 24 | 2         | eps3.1_undo.gz            | d3.1_zpet.gz            | Sam Esmail | Sam Esmail                        | 18. října 2017     |
| Elliot začíná pracovat u E Corp. Několik týdnů se snaží přesvědčit šéfy, aby začali papírové dokumenty digitalizovat. Sám odklání jejich dopravu do zotavovací budovy tak, aby v ní i v případě výbuchu žádné dokumenty nebyly. Mezitím se pomocí svého hackování zbavuje zkorumpovaných vedoucích E Corpu. Jeho úzkosti a deprese se ale vracejí. Scott Knowles je zatčen za vraždu vlastní ženy. Joanna v televizi řekne, že stále miluje Tyrella, za což ji Derek zastřelí. Pan Sutherland (bodyguard Wellickových) potom zastřelí jeho. Na veřejnost je vypuštěno nové video, co údajně pochází od fsociety. Dom a Santiago tlačí na Darlene, což naznačuje, že ta nyní spolupracuje s FBI. Darlene Elliota kontaktujte, aby mu popřála k narozeninám, v noci se ale objeví pan Robot a vystraší ji. Phillip Price nemůže zavést ecoin, protože mu chybí hlas Číny. Proto vyhrožuje Zhangovi tím, že USA v hlasování nepodpoří čínskou anexi Konga. Zhang ho odbyde s tím, že zná jeho slabost pro Angelu. Později svému asistentovi svěří, že Fáze 2 má proběhnout v den hlasování OSN jako trest pro Price. V sezení s Kristou nechá Elliot pana Robota mluvit. Lenny mu vrátí nemocnou Flipper, kterou po Ellliotově zatčení dostal zpět. Elliot objeví odposlouchávací zařízení, jejž mu Darlene nainstalovala do počítače. Vystopuje ji do bytu, který jí FBI přidělila. |           |                           |                         |            |                                   |                    |
| 25 | 3         | eps3.2_legacy.so          | d3.2_stary_system.so    | Sam Esmail | Sam Esmail                        | 25. října 2017     |
| Epizoda začíná v noc útoku devátého května. Pan Robot se v arkádě fsociety pokusí zastřelit Tyrella, zbraň se ale zasekne. Tyrell potom pana Robota přesvědčí, že ho potřebuje na Fázi 2. Irving a Dark Army se pak objeví a řeknou Tyrellovi, že bude hlavním podezřelým z útoku, až se FBI dozví, že nechal odstranit Gideonův honeypot. Tyrell je poté odvezen do odlehlé chalupy na venkově. Tam je podroben podivné psychologické analýze, která ho zlomí, přizná, že zabil Sharon, že Dark Army nevěří, ale že bude vždy věrný Elliotovi. Je mu poskytnut počítač, kde začíná plánovat Fázi 2, zatímco je Elliot ve vězení. Z internetové zprávy se dozví o novém příteli Joanny a uteče z chalupy. Místní policista si ho ale všimne a zatkne. Cestou na stanici je zastaví černé auto, ze kterého vystoupí Santiago a zastřelí policistu. Pak dopraví Tyrella zpět na chalupu, kde se pohádá s Irvingem, z čehož se dá usoudit, že sám spolupracuje s Dark Army. Irving slíbí Tyrellovi, že po Fázi 2 zase uvidí svou rodinu. Pak navštíví Leona ve vězení, kde se dozví, že Elliota brzy propustí. Angela svěří Tyrellovi tajemství Elliotova psychického stavu |           |                           |                         |            |                                   |                    |
| 26 | 4         | eps3.3_metadata.par2      | d3.3_metadata.par2      | Sam Esmail | Kyle Bradstreet                   | 1. listopadu 2017  |
| Elliot se vloupá k Darlene do bytu a obviní ji, že ho sleduje. Ta ho přesvědčí, že o nic nejde. Elliot má podezření, že pan Robot pracuje na obnově Fáze 2 a poprosí Darlene, aby na něj v noci dávala pozor. Ta ho pak vidí mizet do neznáma s Angelou. Tyrell Elliotovi nevěří, protože když zrovna není panem Robotem, sabotuje jejich Fázi 2. Angela ho ujistí, že všechny papírové dokumenty se včas stihnou dostat do zotavovací budovy. V tu chvíli se ale probouzí Elliot, a když vidí scénu před sebou, omráčí ho Angela sedativy. Ráno potom zavolá Priceovi a přesvědčí ho, aby vyhodil Elliota z E Corp. Tak už jim nebude překážet. Po Fázi 2 chce Tyrell s rodinou odjet na Ukrajinu. FBI zatkne tvůrce nového videa, Dom ale nevěří, že se skutečně jedná o člena fsociety, nýbrž o agenta Dark Army. Přinutí Darlene, aby Elliota dál sledovala, ta souhlasí za podmínky, že nebude odposlouchávána. Darlene prosí Elliota, aby ji pomstil, kdyby se jí někdy něco stalo. |           |                           |                         |            |                                   |                    |
| 27 | 5         | eps3.4_runtime-error.r00  | d3.4_provozni_chyba.r00 | Sam Esmail | Kor Adana a Randolph Leon         | 8. listopadu 2017  |
| Po tom, co ho Angela omráčila, jde Elliot v pondělí do práce, aniž by si pamatoval, co poslední čtyři dny dělal. OSN hlasuje o čínské anexi Konga. Při přihlášení na počítač si Elliot uvědomí, že ho vyhodili a že Fáze 2 se má odehrát v tento den. Snaží se uniknout ochrance a přes počítač Fázi 2 zrušit, je ale chycen a vyveden. Před budovou E Corp protestují masy lidí. Mezi nimi se objeví Darlene a přizná se, že spolupracuje s FBI a že to je Angela, kdo Elliotem manipuluje. Protestující násilně vniknou do budovy a rozpoutají chaos. Irving volá Angele a vysvětluje jí, že se jedná jen o rozptýlení, aby mohl pan Robot zkopírovat data v zamknuté místnosti E Corp. OSN schválilo čínskou anexi Konga. Angela nemůže Elliota najít a chce data zkopírovat sama. Uspěje a data předá agentovi Dark Army. Elliot, jenž si je nyní vědom její zrady, Angelu najde a osloví. |           |                           |                         |            |                                   |                    |
| 28 | 6         | eps3.5_kill-process.inc   | d3.5_ukoncit_proces.inc | Sam Esmail | Kyle Bradstreet                   | 15. listopadu 2017 |
| Elliot obviní Angelu z toho, že s ním jenom manipuluje, ta odpoví, že to, co dělají, je i přes ztráty na životech správné. Elliot si domyslí ze své dřívější konverzace s Tyrellem, že ho Dark Army skrývá v restauraci Red Wheelbarrow, a informuje o tom Darlene, která to předá FBI. Santiago zakáže zásah a rychle informuje Dark Army, aby Tyrella odvezli pryč. Dom příkaz neuposlechne a jede do restaurace, Tyrella těsně mine. Mezitím Elliot běží do zotavovací budovy, aby překazil její výbuch. Pan Robot se ho ale neustále snaží zastavit a nutí Elliota ubližovat si. Darlene navštíví Angelu a vyhrožuje jí, že ji udá FBI. Angela trvá na tom, že se nikomu nic nestane. Elliotovi se podaří přesvědčit pana Robota, aby mu pomohl, protože v budově žádné papírové dokumenty nejsou a lidé by jen zbytečně zemřeli. Tyrell je zatčen na veřejnosti a křičí, aby útok zastavili, podle instrukcí, co mu dal Irving. Elliot útok zastaví a věří, že porazil jak pana Robota, tak i Whiterose s Dark Army. V tu chvíli se na ulici dozví, že po celé zemi vybuchlo 71 záložních budov E Corpu, do kterých Elliot dopravu papírových dokumentů celou dobu odkláněl. Oběti stoupají k tisícům. |           |                           |                         |            |                                   |                    |
| 29 | 7         | eps3.6_fredrick+tanya.chk | d3.6_fredrick+tanya.chk | Sam Esmail | Adam Penn                         | 22. listopadu 2017 |
| Elliot běží ke Kristě, kde se přemění v pana Robota, a Krista pojímá podezření, že má Elliot s útoky něco společného. Angela, která doufala, že zotavovací budova bude evakuována a nikdo nezemře, se pod tlakem zhroutí a opakuje, že všichni jsou v pořádku. Irving panu Robotovi řekne, že jeho revoluce byla možná jen proto, že to dovolila elita. Zhang chce továrnu ve Washington Township přesunout do Konga. S útoky pomáhal, aby potrestal Price za to, že Angele nezabránil pokračovat s její žalobou. Leon zabije kamaráda Trenton a Mobleyho a ti mu musí pomoci zakopat jeho tělo. Potom je vezme zpátky do jejich domu, kde na ně už čeká agent Dark Army. Tyrell ve vazbě identifikuje jako vůdce fsociety Mobleyho a Trenton. Santiago mu chladně sdělí, že Joanna je mrtvá a jeho syn je v dětském domově. Varuje ho, aby se držel plánu, jinak ho už nikdy neuvidí. Dark Army sestrojí kód, který by hacknul velká americká letiště a vedl k obrovské katastrofě. Donutí Trenton a Mobley, aby si sedli k počítačům a zastřelili se. Do domu nastraží íránské vlajky, tým FBI dorazí pozdě. |           |                           |                         |            |                                   |                    |
| 30 | 8         | eps3.7_dont-delete-me.ko  | d3.7_nemaz_me.ko        | Sam Esmail | Sam Esmail                        | 29. listopadu 2017 |
| Po útocích panuje chaos a noční zákazy vycházení. Elliot se schovává u sebe v bytě, neschopen zpracovat, co způsobil. Řekne Darlene, že ani léky, ani dobrovolný pobyt ve vězení ho pana Robota nezbavily a svět kolem se rozpadá kvůli němu. Dá všechny svoje věci do pořádku, Flipper sousedovi a rodinám Trenton a Mobleyho vyjádří soustrast. Vyhodí bundu pana Robota. U pochybného prodejce si koupí obrovské množství morfinu a odjede na Coney Island, aby spáchal sebevraždu. Vyruší ho ale Mohammed, mladší bratr Trenton, který ho na pláž sledoval. Elliot se o něj musí celé odpoledne starat a vezme ho do kina, odkud Mohammed uteče. Elliot ho najde v nedaleké mešitě a pohádá se s ním. Pod tlakem přizná, že si přeje zemřít. Nakonec se spolu usmíří a Elliot ho odvede zpět domů, kde zjistí, že Mohammed měl celou tu dobu klíče, jen chtěl s Elliotem trávit čas. To dožene Elliota k slzám a rozmyslí si svou sebevraždu. Donutí bratra Mobleyho, aby mu za peníze za prodaný morfin uspořádal důstojný pohřeb. Potom jede k Angele do bytu, kde s ní hraje hru „na přání“, aby ujistil ji i sebe, že všechno bude v pořádku. Před jeho bytem leží bunda pana Robota. Přijde mu mail od Trenton, ve kterém píše, že ví, jak zvrátit jeho hack. |           |                           |                         |            |                                   |                    |
| 31 | 9         | eps3.8_stage3.torrent     | d3.8_faze3.torrent      | Sam Esmail | Kyle Bradstreet a Courtney Looney | 6. prosince 2017   |
| Tyrell je propuštěn a pan Robot ho navštíví u něj v bytě, kam dorazí i Price, který Tyrellovi oznámí, že se stane technickým ředitelem E Corpu. Když se Elliot znovu probere, na zrcadle vidí zprávu, jež mu zanechal pan Robot o tom, že v FBI je zrádce. Trentonin mail odhalí, že nedůvěřivý Romero si nechal šifrovací klíče, které by mohly hack zvrátit. Ty jsou nyní v jeho počítači uvnitř FBI. Darlene svede Dom, aby se k němu dostala, ta ji ale chytí při krádeži její pracovní karty. Anglela je stále v šoku a Elliotovi nevěří, na ulici ji potom vyzvednou neznámí muži. Darlene řekne FBI pravdu o šifrovacích klíčích a také o tom, že mají uvnitř krysu. Santiago zpanikaří a volá Irvingovi. Díky Leonovi a Irvingovi se Elliot sejde s asistentem Whiterose a vymyslí si, že existuje i Fáze 3. Agenti Dark Army přitom zkontrolují jeho notebook, což Elliotovi umožní dostat se do jejich sítě. Whiterose je rozhořčená tím, že přesunutí továrny ve Washington Township trvá moc dlouho. Dá svým lidem svolení Elliota zabít. |           |                           |                         |            |                                   |                    |
| 32 | 10        | shutdown -r               | vypnuti /r              | Sam Esmail | Sam Esmail                        | 13. prosince 2017  |
| Santiago unese Dom i Darlene do stodoly u chalupy, kde byl držen Tyrell. Irving najde Elliota a přiměje ho jet na stejné místo. Santiago a Irving vyvedou Dom s tím, že jí jdou popravit. Irving ale zabije Santiaga a donutí Dom přísahat, že převezme jeho místo zrádce uvnitř FBI. Na místo dorazí Dark Army a asistent Whiterose Grant, který je zároveň i jejím milencem. Chtějí zastřelit Elliota i Darlene. Elliot ale navrhne, že dokáže urychlit přesunutí továrny do Konga, což Whiterose pokládala za nemožné. Ta dá přítomnému Leonovi příkaz, ať zastřelí muže z Dark Army, a sama donutí Granta zastřelit se. Elliot pak pomůže přesunout továrnu. Dom poskytne Elliotovi přístup do databáze FBI a odmítne Darleninu omluvu. Elliot zjistí, že to nebyl Romero, kdo si nechal šifrovací klíče, ale pan Robot. Elliot si s ním dobrovolně promluví a pan Robot se svěří, že klíče si nechal, protože by to chtěl on sám – Elliot. Usmíří se a slíbí si, že se od nynějška pokusí zničit ty opravdové ničemy. Elliot u sebe doma najde CD, kde jsou klíče uloženy. Pošle je E Corpu. Mezitím je Angela odvezena do sídla Phillipa Price. Po napjaté konverzaci se Price přizná, že je Angelin biologický otec a že Whiterose ji jen využila ke svým záměrům. Ve scéně po titulcích potká Darlene před Elliotovým bytem Fernanda Veru.                                |           |                           |                         |            |                                   |                    |

### Čtvrtá řada (2019)
| Č. v seriálu | Č. v řadě | Původní název                     | Český název                        | Režie      | Scénář           | Premiéra v USA     |
| ------------ | --------- | --------------------------------- | ---------------------------------- | ---------- | ---------------- | ------------------ |
| 33           | 1         | 401 Unauthorized                  | 401 Neautorizovaný přístup         | Sam Esmail | Sam Esmail       | 6. října 2019      |
| 34           | 2         | 402 Payment Required              | 402 Vyžadována platba              | Sam Esmail | Kyle Bradstreet  | 13. října 2019     |
| 35           | 3         | 403 Forbidden                     | 403 Přístup odmítnut               | Sam Esmail | Courtney Looney  | 20. října 2019     |
| 36           | 4         | 404 Not Found                     | 404 Objekt nenalezen               | Sam Esmail | Kyle Bradstreet  | 27. října 2019     |
| 37           | 5         | 405 Method Not Allowed            | 405 Nepovolená metoda              | Sam Esmail | Sam Esmail       | 3. listopadu 2019  |
| 38           | 6         | 406 Not Acceptable                | 406 Neakceptovatelné               | Sam Esmail | Amelia Gray      | 10. listopadu 2019 |
| 39           | 7         | 407 Proxy Authentication Required | 407 Vyžaduje se ověřování proxy    | Sam Esmail | Sam Esmail       | 17. listopadu 2019 |
| 40           | 8         | 408 Request Timeout               | 408 Vypršel časový limit požadavku | Sam Esmail | Robbie Pickering | 24. listopadu 2019 |
| 41           | 9         | 409 Conflict                      | 409 Konflikt                       | Sam Esmail | Kyle Bradstreet  | 1. prosince 2019   |
| 42           | 10        | 410 Gone                          | 410 Ukončeno                       | Sam Esmail | Sam Esmail       | 8. prosince 2019   |
| 43           | 11        | eXit                              | Východ                             | Sam Esmail | Sam Esmail       | 15. prosince 2019  |
| 44           | 12        | whoami                            | whoami                             | Sam Esmail | Sam Esmail       | 22. prosince 2019  |
| 45           | 13        | Hello, Elliot                     | Ahoj, Elliote                      | Sam Esmail | Sam Esmail       | 22. prosince 2019  |

### Speciály
| Č. | Název                 | Premiéra v USA  |
| -- | --------------------- | --------------- |
| 1  | Mr. Robot_dec0d3d.doc | 20. června 2016 |